# Галецкий, Семён Яковлевич
Семён Яковлевич Галецкий (укр. Семен Галецький; ? — 8 июля 1738) — генеральный бунчужный Войска Запорожского.

## Биография
Женившись в 1700 году на внучке Бакланского сотника Терентия Ширая, Галецкий поселился в Погаре и служил в казацком войске, именуясь «значным войсковым товарищем» Стародубовского полка (1700—1704).
В начале 1706 года он был уже Погарским наказным сотником, а затем, в начале 1707 года — Стародубовским полковым есаулом. На этом уряде Галецкий пробыл до 1712 года, когда получил более видное место — Погарского сотника, а затем с 1722 года, по указу Сената, — уряд новгород-северского сотничества.
Осенью 1723 года по поручению наказного гетмана Павла Полуботка, Галецкий отвозил в Петербург известные «Коломацкие челобитные», за что в декабре этого же года был арестован А. И. Румянцевым, выслан в Петербург и по приказу Петра I посажен вместе с другими участниками в казематы Петропавловской крепости. Здесь Галецкий сумел оправдаться настолько, что в 1724 году получил уряд Стародубовского полкового сотничества, а в 1725 году — был отпущен на родину.
Галецкий, несколько раз «правил» Стародубовское наказное полковничество (1719, 1725, 1726), совмещал уряды сотничества, полкового обозничества и судейства (1726) и в течение двух лет (1728—1730), вместе с Афанасием Есимонтовским и Степаном Максимовичем, управлял Стародубовским полком после смещения полковника Ильи Пашкова.
Во время гетманства Апостола (1727—1734) Галецкий повёл борьбу с Стародубовским полковником А. И. Дуровым, против которого был бессилен и сам гетман, так как ему над Дуровым «нельзя было суда учинить для того, что он из русских полковников».
Поехав с жалобами на Дурова в различных притеснениях в Петербург, Галецкий добился там смещения Дурова, при чём сам «по именному указу» пожалован был урядом генерального бунчужного (1734), а его сыну Петру было дано Стародубовское сотничество.
К концу жизни Галецкий составил себе значительное состояние, при чём для собирания его нередко пользовался и своей властью:
- В 1704 году получил универсал Стародубовского полковника Михаила Миклашевского и гетманский на 10 крестьянских дворов в с. Михайловское при р. Бойне.
- В 1709 г. завладел с. Стечней, Погарской сотни, где у него был хутор и млин;
- осаженную здесь слободу Деды завещал Софийскому монастырю, основавшему на её месте Стеченский скит (1723) или Погарский Рождественский монастырь;
- в 1720 году получил гетманский универсал на с. Витемлю и Михайловское;
- в 1722 году — получил универсал на с. Мефедовку (Новгород-Северской сотни), отобранную у него в 1723 году;
- 23 декабря 1724 и 12 марта 1734 г.г. получил Царские грамоты на с. Михайловск, Витемлю и другие маетности; за ним: в с. Витемле 34 двора, бобылей 14 хат, в д. Телеговке 7 дворов, бобылей 6 хат, в с. Михайловском 27 дворов, бобылей 20 хат (1723); в 1738 году купил за 1000 рублей у вдовы «знатного товарища» Стародубовского полка Евфросинии Васильевны Голембиовской с. Засуху (Старую Тромтань);
- на уряд генерального бунчужного владел с. Пятовском, Удебным и др.

Уряд генерального бунчужного Семён Галецкий занимал до своей смерти, 8 июля 1738 года, когда он был «побит» в Крымском походе, в сражении при Гайман-долине.
«Посему знаку полЂзли Татары въ батаву со всЂхъ сторонъ и, не взирая ни на какія ихъ пораженія, Галецкій, призвавъ сына своего, Петра, бывшаго въ Стародубскомъ полку Сотникомъ Погарскимъ, позволилъ ему спасаться, яко молодому человЂку, всЂми возможными способами, а о себЂ сказалъ, что онъ того дЂлать не будетъ по должности присяги и своего начальства. И такъ войска оныя были многолюдствомъ Татарскимъ разбиты на голову, и начальникъ Галецкій изрубленъ въ куски, а сынъ его и нЂсколько сотъ Козаковъ и Драгуновъ спаслись во время наступившей темноты ночной между труповъ и въ пустыхъ копаняхъ. Убито же всЂхъ чиновниковъ и рядовыхъ 5,270».